# Justo Beramendi González
Justo Beramendi González   (Madrid, 16 de juliol de 1941 - Santiago de Compostel·la, 3 de juliol de 2024) va ser un historiador espanyol.

## Biografia
Va fer estudis d'Enginyeria Industrial a Madrid (1959-1967), de traducció a Barcelona (1969-1974) i de doctorat en Història a la Universitat de Santiago de Compostel·la (1987). Actualment és catedràtic d'Història Contemporània de la USC (Universitat de Santiago de Compostel·la), de la qual fou vicerector (1990-1994). Va ser cofundador del Museo do Pobo Galego i és el president actual de la seva Junta Rectora. És membre fundador de la Fundació Castelao i director de la secció de pensament polític de la Fundació Vicente Risco. Va participar en la creació de les revistes Negaciones (Madrid, 1977), A Trabe de Ouro (Santiago, 1990) i Tempos Novos (Santiago, 1997). Es va jubilar l'any 2012.
Especialitzat en la història de les ideologies i dels nacionalismes va ser editor de les obres d'Antón Losada Diéguez, Ramón Villar Ponte, Peña Novo, Castelao i Vicente Risco. Va organitzar i coedità les actes dels congressos Nacionalismos y regionalismos en la España de la Restauración (1983), Castelao (1986), Los nacionalismos en la España de la Segunda República (1988), Nationalisms in Europe. Past and Present (1993) y Memoria e Identidade (2004). En 2017 va rebre la Medalla Castelao.

## Assaig
- Miseria de la Economía, 1974 (amb E. Fioravanti).
- Vicente Risco no nacionalismo galego, 1981.
- O nacionalismo galego, 1995 (amb X. M. Núñez Seixas).
- Manuel Murguía, 1998.
- Alfredo Brañas no rexionalismo galego, 1998.
- La historia política: algunos conceptos básicos, 1999.
- La España de los nacionalismos y las autonomías, 2001 (amb J. L. Granja y P. Anguera).
- A Autonomía de Galicia, 2005.
- De provincia a nación: Historia do galeguismo político, 2007.
- A Galicia autónoma. Os primeiros pasos cara a autonomía, 2008.

## Obres col·lectives
- Actas do Congreso Castelao, 1989, Universitat de Santiago de Compostel·la. Editor, amb Ramón Villares Paz.
- Galicia e a Historiografía, 1993, Tórculo.
- O nacionalismo galego, 1995, A Nosa Terra. Amb Xosé Manoel Núñez Seixas.
- Nationalism in Europe. Past and present, 1995, Universidade de Santiago de Compostela.
- Memoria e identidades, 2004, Universidade de Santiago de Compostela.
- Marcos Valcárcel. O valor da xenerosidade, 2009, Difusora.
- O nacionalismo galego nos seus programas políticos. O século XX, 2009, Fundación Galiza Sempre.
- 15-M: O pobo indignado, 2011, Laiovento.
- Á beira de Beiras. Homenaxe nacional, 2011, Galaxia.
- A ollada exterior do nacionalismo galego, 2011, Fundación Galiza Sempre.
- Perspectivas sobre Bóveda: Ensaios e poemas polo seu 75º cabodano, 2011, A. C. Alexandre Bóveda.
- Tempos chegados? Sobre o futuro político de Galiza, 2015, Galaxia.
- As Irmandades da Fala (1916-1931), 2016, Laiovento.